# Silnice D6
Silnice D6 (chorvatsky Državna cesta D6) je silnice v Chorvatsku. Je dlouhá 134,5 km. Slouží především k mimodálničnímu spojení Karlovace s hraničními přechody Slovinska a Bosny a Hercegoviny. Silnice též spojuje města Karlovac a Glina.

## Průběh
Jurovski Brod, Bubnjarački Brod, Žakanje, Ribnik, Veselići, Griče, Netretić, Brajakovo Brdo, Donje Stative, Karlovac, Cerovac Vukmanički, Tušilović, Brezova Glava, Pavković Selo, Krnjak, Grabovac Vojnićki, Vojnić, Vojišnica, Crevarska Strana, Vrginmost, Donja Čemernica, Šatornja, Glina, Maja, Dragotina, Donji Žirovac, Komora, Gvozdansko, Trgovi, Grmušani, Vanići, Dvor, Matijevići